# Tabebuia ochracea
Handroanthus ochraceus Conocido como (nombre común) árbol de cortés amarillo o corteza amarilla (el segundo se da por contracción gramatical al pronunciarlo rápido) es un árbol maderable, nativo de América, en la vegetación del Cerrado, Pantanal, en Brasil. 
Es un árbol caducifolio, de hasta 15 m de altura. Sus flores son amarillas claras con líneas rojas en el cuello. La floración se produce dos veces al año en abril y en diciembre y es cuando el árbol ha perdido sus hojas,  quedando muy vistoso. El fruto son cápsulas largas y cilíndricas de 1,5 a 3 dm de largo que maduran entre mayo a junio, adquieren color pardo oscuro y las semillas son aladas y pequeñas, varios cientos de ellas por cápsula.
Madera pardo oscura, pesada y resistente,  fuerte y tenaz con una textura fina o mediana. Es difícil de trabajarla tiende a astillarse, pero toma un buen lijado.

## Subespecies
1. Tabebuia ochracea subesp. heterotricha (DC.) A.H.Gentry 1982
2. Tabebuia ochracea subesp. neochrysantha (A.H.Gentry) A.H.Gentry 1974
3. Tabebuia ochracea subesp. ochracea

## Sinónimos
- Tabebuia chrystricha (Mart. ex DC.) Standl. 1936
- Tabebuia hypodictyon (DC.) Standl. 1936[1]
- Tabebuia neochrysantha A.H.Gentry
- Tecoma heterotricha DC.
- Tecoma ochracea Cham.[2]